# Romite di San Giovanni Battista
Le romite di San Giovanni Battista, o monache battistine, sono un istituto religioso femminile di diritto pontificio con case autonome.

## Storia

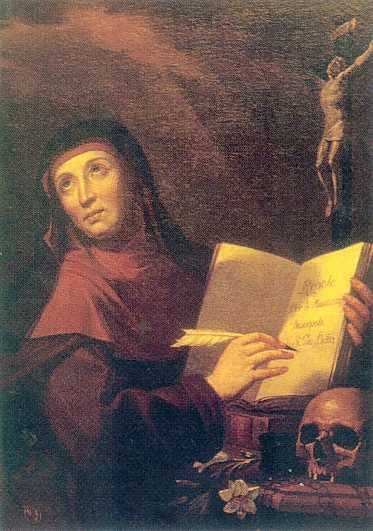
Giovanna Battista Solimani, fondatrice delle monache battistine

L'ordine fu fondato da Giovanna Battista Solimani. Sotto la guida del cappuccino Atanasio da Voltri si avvicinò alla vita ascetica. Maturò una grande devozione verso san Giovanni Battista, in cui vedeva un perfetto modello di vita monastica, e si sentì ispirata a fondare una comunità religiosa di tipo eremitico: la regola del nascente ordine le venne rivelata nel 1723.
Nel 1724 incontrò il sacerdote Domenico Francesco Olivieri e nel 1730 si trasferì a Moneglia, dove Olivieri era parroco di Santa Croce, per aprire il primo piccolo monastero (un conservatorio) di romite di San Giovanni Battista: a una disciplina molto severa di orientamento contemplativo, le romite univano una moderata attività apostolica (assistenza ai bambini, visita agli ammalati a domicilio).
Il 16 dicembre 1737 la comunità, seguita da Olivieri, si trasferì presso la chiesa carmelitana degli Angeli a Genova. Nel 1742, per chiedere l'approvazione pontificia della sua opera, la Solimani si recò a Roma, dove fu accolta da papa Benedetto XIV: il pontefice affidò l'esame del memoriale presentato dalla fondatrice al suo confessore, il barnabita Mario Maccabei. Maccabei approvò la breve regola (24 articoli) delle romite, ma vi fece aggiungere delle "esplicazioni" e preferì far differire l'approvazione dei missionari di San Giovanni Battista, il ramo maschile dell'istituto.
Benedetto XIV autorizzò l'erezione del monastero di Genova con breve del 23 gennaio 1744, approvò le regole il 25 gennaio successivo e il 28 gennaio le sue esplicazioni.
Il 10 marzo 1746 le romite si trasferirono in un nuovo monastero, in salita Cappuccini; le prime 12 religiose vestivano l'abito il 20 aprile successivo e il 5 agosto 1747, la fondatrice professò i voti solenni nelle mani dell'arcivescovo di Genova; il giorno seguente, le altre religiose emisero i voti nelle mani della Solimani.
Accanto alle romite esistevano delle terziarie dedite alla questua: esse sarebbero diventate monache quando il monastero avesse costituito un sufficiente patrimonio per vivere, ma invece sopravvissero fin dopo la seconda guerra mondiale, quando si estinsero.
Nel 1924 le romite abbandonarono l'antica sede e si trasferirono a Sturla.

## Attività e diffusione
Le romite conducono una vita monastica piuttosto austera, con un quarto voto di clausura e una disciplina di silenzio e di raccoglimento; la comunità non è realmente eremitica, ma segue una spiritualità di separazione dal mondo che riflette quella del Battista nel deserto.
Il monastero di Genova ebbe a lungo una sola filiale: il monastero fondato nel 1775 a Roma su invito di papa Clemente XIV (trasferito a Grotte di Pastena nel 1950 e poi chiuso); un nuovo monastero venne aperto nel 1972 a Trivero.
Alla fine del 2015 l'ordine contava 2 monasteri e 13 religiose.